# Julian Price Memorial Park
Le Julian Price Memorial Park est un parc américain dans le comté de Watauga, en Caroline du Nord. Situé à 1 057 mètres d'altitude dans les montagnes Blue Ridge, il est protégé au sein de la Blue Ridge Parkway. Il comprend notamment le lac Price.